# اونیئونتا (آلاباما)
اونیئونتا (به انگلیسی: Oneonta) شهری در شهرستان بلاونت ایالت آلاباما است که مساحت آن ۳۹٫۴۹ کیلومتر مربع است و در سرشماری سال ۲۰۱۰ میلادی، ۶٬۵۶۷ نفر جمعیت داشته و تراکم جمعیتی آن، ۱۶۶٫۳ نفر در هر کیلومتر مربع بوده است.